# Witvlekspitskopmot
De witvlekspitskopmot (Ypsolopha parenthesella) is een vlinder uit de familie van de spitskopmotten (Ypsolophidae). De wetenschappelijke naam is gepubliceerd in 1761 door Linnaeus.
De soort komt voor in Europa.